# Huayllacan
Huayllacan (Guayllacan), jedno od brojnih malenih plemena što su živjeli u području blizu današnjeg Cuzca u Peruu. Njighov teritorij, prema karti Sarmienta de Gamboe, nalazio se sjeverno od Cuzca i jugoistočno od plemena Ayarmaca. Šesti inka, Inca Roca, oženio je kćerku poglavice ovog plemena, koja se zvala Micay (Mama Micay). Njihovo središte bio je grad Pata-Huayllacan, današnja Patabamba.